# Caloplaca ruderum
Caloplaca ruderum är en lavart som först beskrevs av Malbr., och fick sitt nu gällande namn av J. R. Laundon. Caloplaca ruderum ingår i släktet orangelavar och familjen Teloschistaceae.   Inga underarter finns listade i Catalogue of Life.